# Hans Holmqvist
Hans-Olof Holmqvist (født 27. april 1960 i Stockholm, Sverige) er en svensk tidligere fodboldspiller (angriber). Han spillede 27 kampe og scorede fire mål for Sveriges landshold.
Holmqvist spillede størstedelen af sin karriere i hjemlandet, hvor han blandt andet repræsenterede Stockholm-storklubberne Djurgården og Hammarby. Han var også udlandsprofessionel i Tyskland, Schweiz og Italien.